# スペースシャトル固体燃料補助ロケット

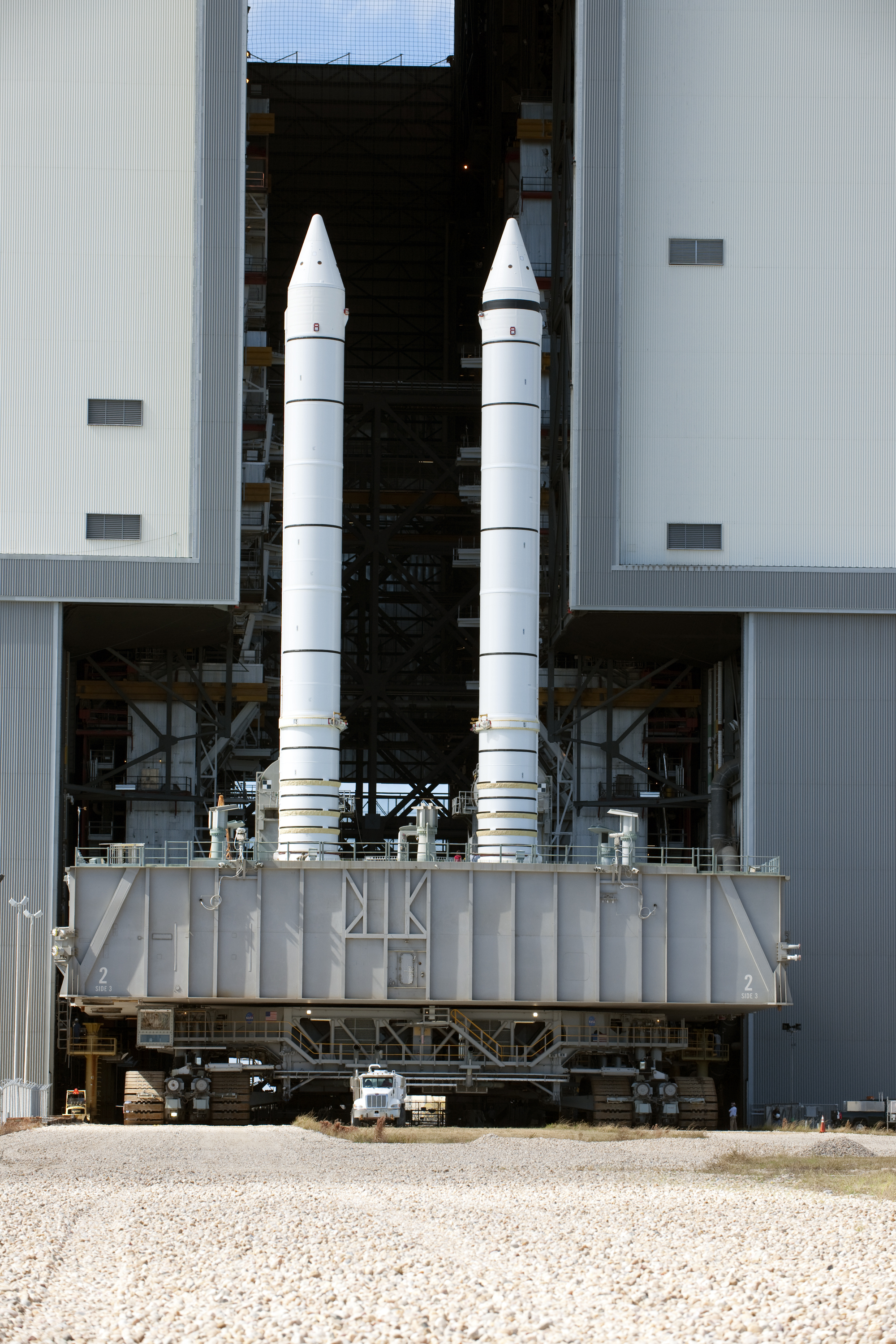
スペースシャトル固体燃料補助ロケット。クローラー・トランスポーター上にある状態。

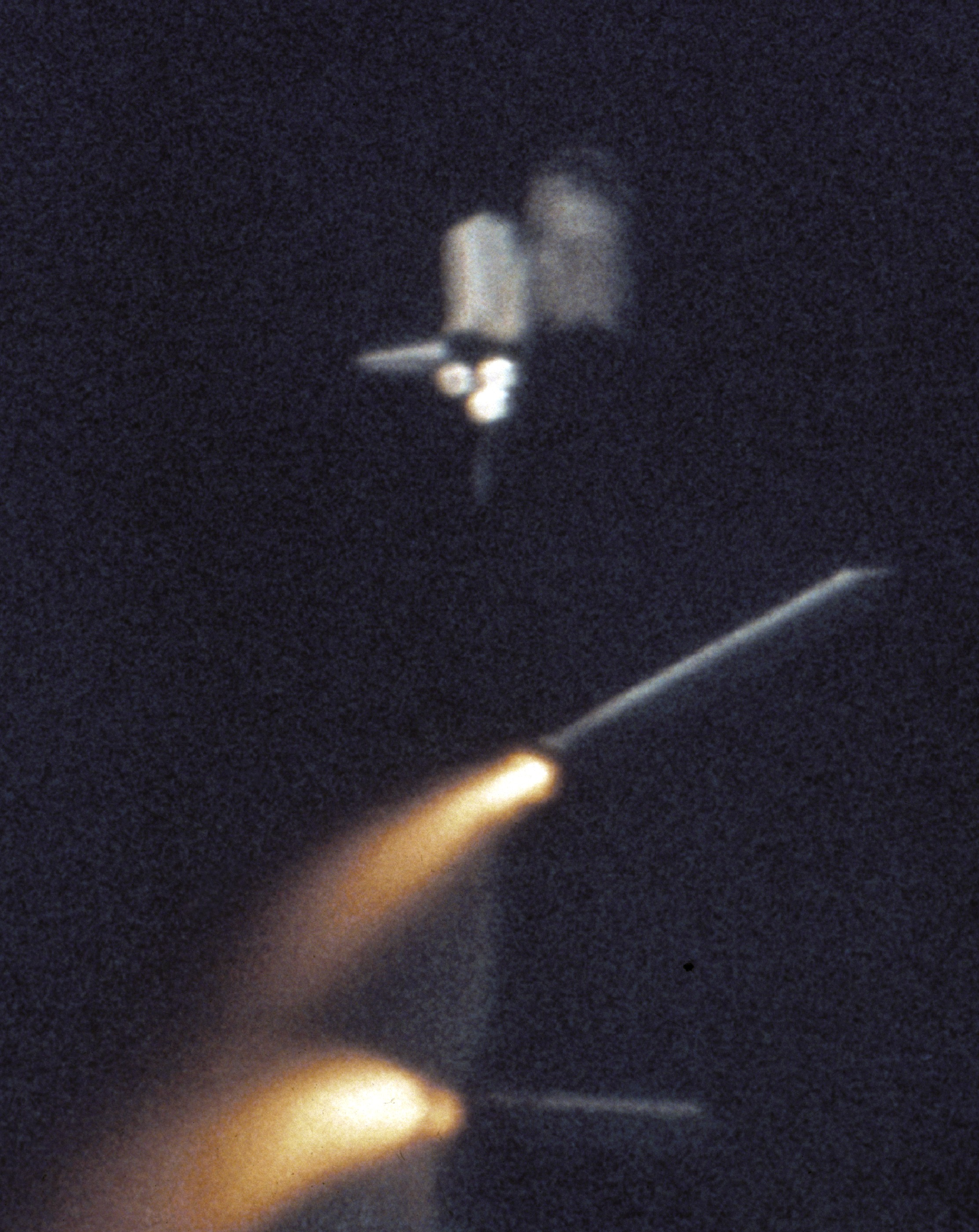
切り離し後のSRB（写真下）とオービタ（写真上）

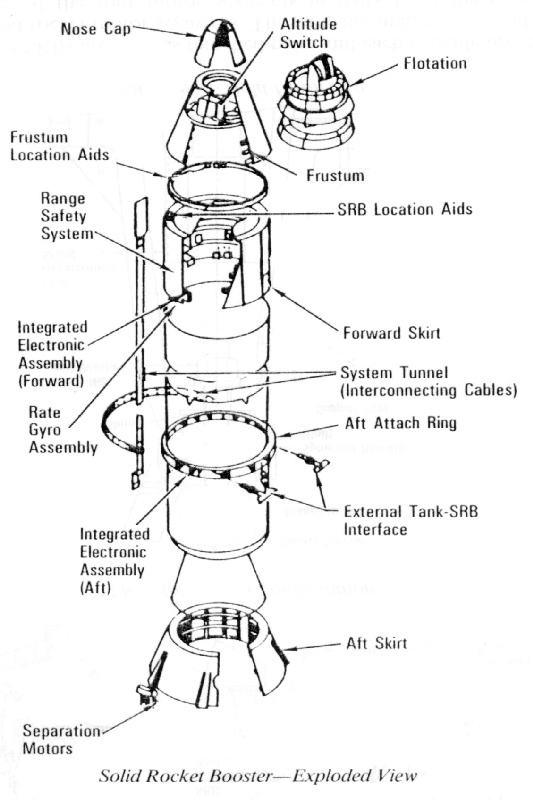
SRB解剖図

スペースシャトル固体燃料補助ロケット（スペースシャトルこたいねんりょうほじょロケット、英語: the Space Shuttle Solid Rocket Boosters, SRBs）は、スペースシャトルの発射時、離床とそこから2分間の間その推力を生む固体ロケットブースターで、2基（2本）ひと組で使用される。 発射時には赤茶色の外部燃料タンクの両側に装着され、スペースシャトル全体の推力（つまりオービタが備えるSSMEと当ブースタとを合計した推力）のうち、その85%が当ブースタによるものである。（またその1基の推力を比較した例としては、アポロ計画で使用された史上最大のロケット、サターンVの第一段ではF-1エンジンを5基も使用して発生していた推力の、40%にも相当する）。SRBは固体燃料ロケットとしては史上最大のものであり、また人間が搭乗するロケットに固体燃料が使われるのもシャトルが初めてであった。使用済みの機体はパラシュートで海に着水したあと回収され、点検し、燃料を再充填して再使用される。

## 概要
2機のSRBは、スペースシャトル本体を発射台から高度約150,000フィート (46km) まで打ち上げる際の、ほとんどの推力を生みだす。
1機あたりの推力は海面レベルで1,268.4トン (12.5MN) で、上昇するとともに増加し、最高で1,404.3トン (13.8MN) に達する。
発射台に設置されている間は、軌道船および外部燃料タンクを含む機体すべての重量を、移動式発射台の支持構造の上で支えている。
点火されるのは3機のメイン・エンジン (SSME) の推力が規定の水準に達したことが確認された後で、その後上空で切り離され、切り離し後も上昇を続け、切り離し75秒後に最高高度67kmに達し、そして落下に転じ、発射地点から226km離れた大西洋上にパラシュートで着水し、回収される。そしてSRBの外殻は、何度も再使用される。。
本体および固体燃料の開発・製造は、ユタ州ブリガム・シティのサイオコール社が担当した。
サイズ、重量

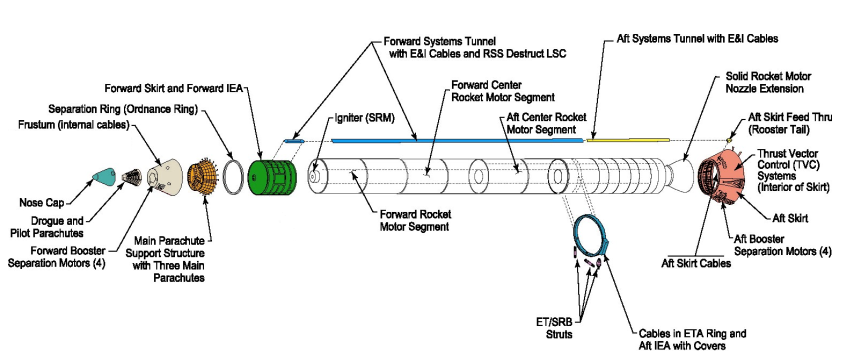
SRBの基本構造図

詳細。固形燃料の断面や、外殻の接合やシーリングの詳細まで分かる図。

直径は3.71mで、全長は45.46mである。直径が3.71mに決まった経緯は鉄道での輸送時における車両限界に起因する。SRBは固体燃料ロケットとしては史上最大のもので、またこれだけの大きさのロケットが再使用することを前提に開発されたのもこれが初めてであった。
1機の重量は590トン（うち燃料は500トン）で、2機を合計すると発射時の機体全重量の約60%を占める。
基本構造
機体の基本構造は、エンジン部（外殻、燃料、点火装置およびノズルを含む）、支持構造、分離システム、操縦装置、回収用電波発信機、火工品、減速装置、推力偏向装置、周辺地域安全確保のための自爆装置などである。
機体の外殻は、それぞれ別個に製作された七つの（主に筒状の）鋼鉄製の部分によって構成されている。各部分は工場内で接続され、最終的な組立のために列車でケネディ宇宙センターに搬送される。接続部分はそれぞれ、円周型のリングをU字ピンで締めつけて固定し、（機体の直径の大きさの、つまり直径3.7メートルほどの大きなラバー製の）Oリング3つ（1986年のチャレンジャー号爆発事故が発生するまではOリングは2つしかなく、ここに設計上の弱点があり、氷点下の低温で劣化し壊れた、とされ、事故後3つに増やされ、低温の制限も厳密にされた）を用いて密閉され、耐熱パテが埋め込まれる。
スペースシャトルの他の部分や発射台との接続・接合
SRBは、後方部のフレーム上にある二本のちょうつがいとその対角線上にある接合部、および前方スカートの先端部分にある接合部によって外部燃料タンクに接続されている。発射台上にある時は、各ブースターは4本の爆発ボルトで移動式発射台に固定されており、発射する瞬間に切り離される。

## 構成

### 外殻と推進剤

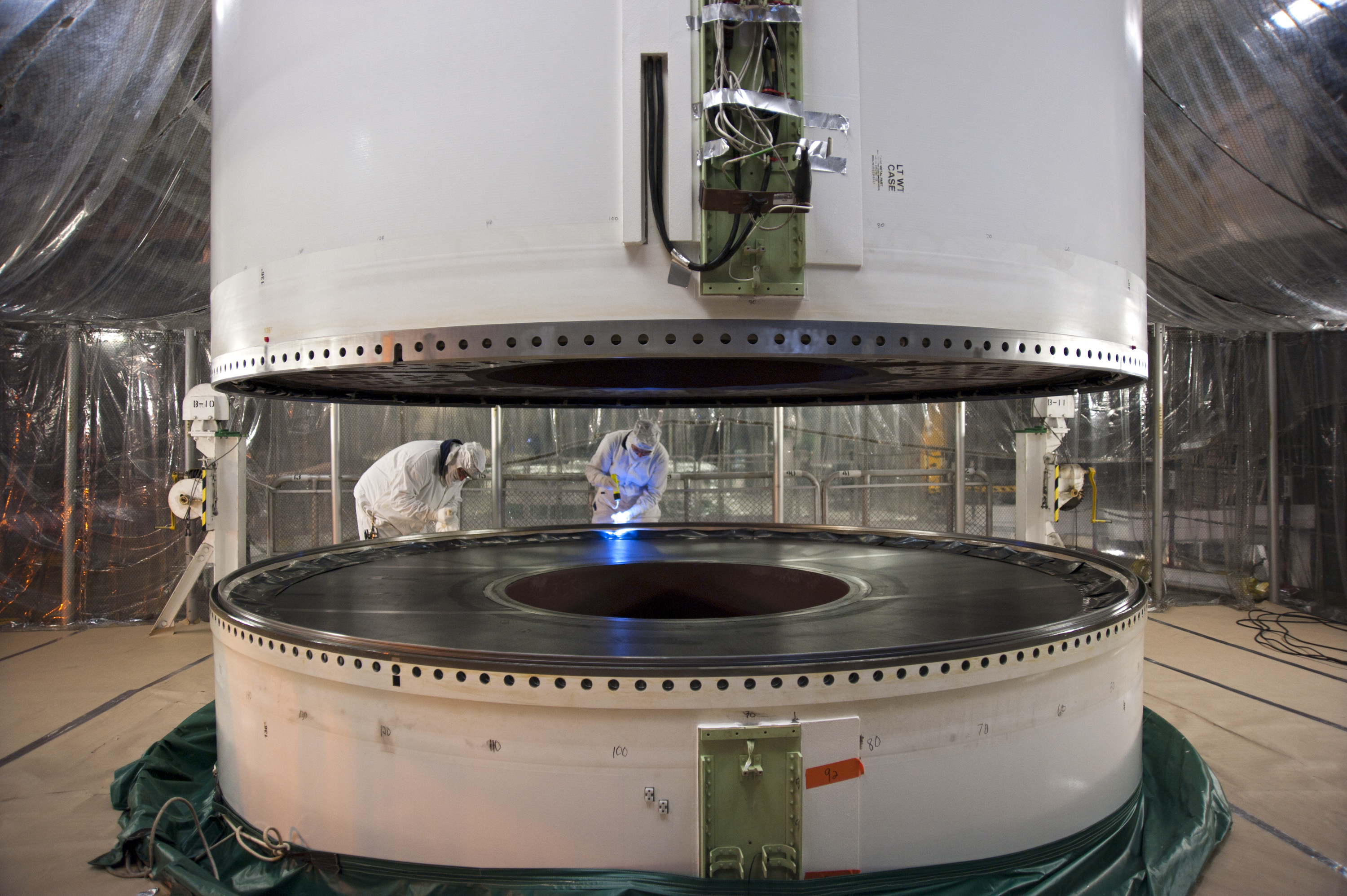
外殻の中に推進剤を詰めた状態。

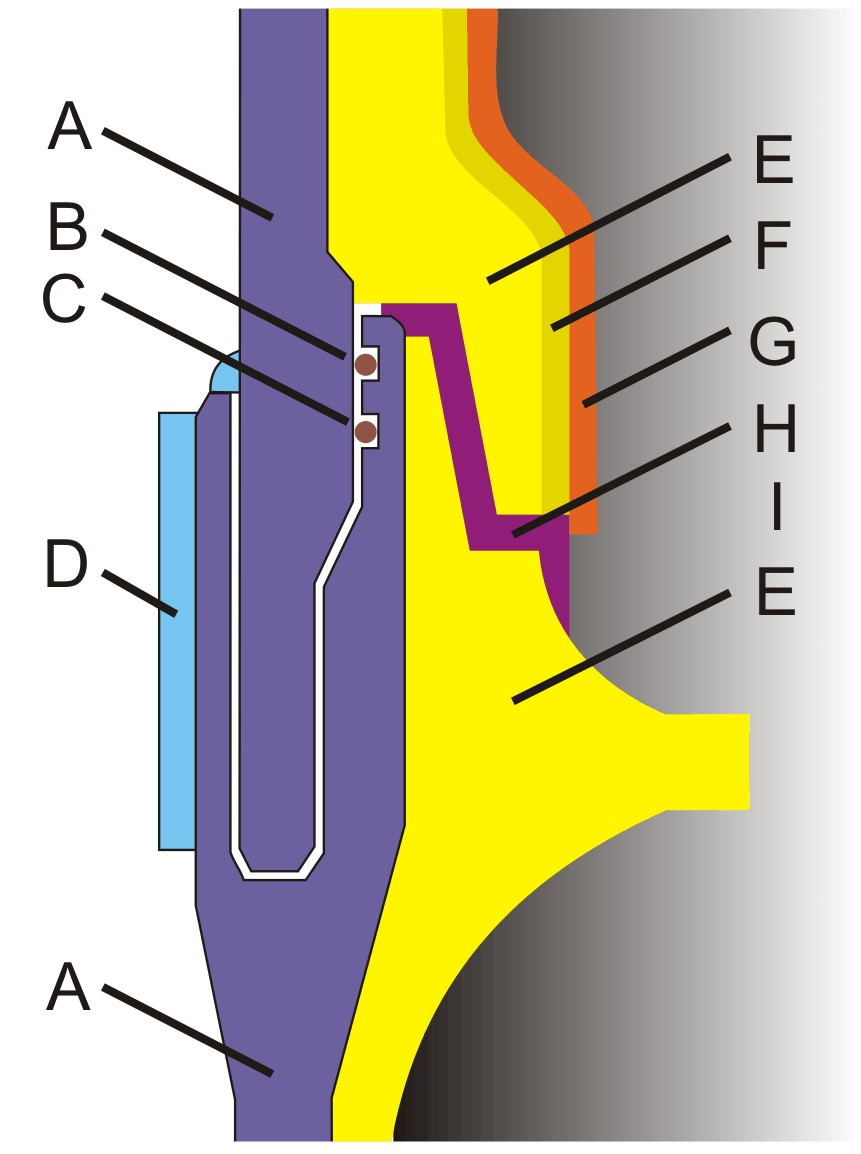
SRB外殻の接続部の断面図。スペースシャトルの設計上の弱点のひとつともされた部分。チャレンジャー空中分解事故の前のもので、Oリングが2つの時点のもの。

SRBの推進剤は、酸化剤の過塩素酸アンモニウム（全重量の69.6%、以下同）、燃料のアルミニウム (16%)、触媒の酸化鉄 (0.4%)、結合材（つなぎ）の重合体（ポリブタジエン・アクリロニトリル - Polybutadiene acrylonitrile - や末端水酸基ポリブタジエン - Hydroxyl-terminated polybutadiene - などで、それ自体も燃料として機能する。12.04%）、硬化剤のエポキシ (1.96%) で構成されている。一般にコンポジット推進薬と呼ばれるもので、APCP（アンモニウム過塩素酸合成燃料、Ammonium Perchlorate Composite Propellant）とも略称される。海面レベルでの比推力は242秒で、真空状態では268秒である。
主燃料にアルミニウムが選ばれた理由は、約31.0MJ/kgという高いエネルギー密度があるにもかかわらず、燃焼圧力が急激に変化して爆発してしまうような危険性が低いからである。上部2つのセグメントは内部の空洞は11光芒の星形で、下部2つのセグメントは円錐型になって閉じている。これにより、点火直後の離陸時には最大推力を発揮させ、かつ、その後およそ100秒で推力は減少する。これは、最大動圧点 (Max Q) における最大動圧を過大にしないためである（オービタではこの目的のために、SSMEの出力調整も併用されている）。

### 配電
SRBの電力は、軌道船にある主電源装置からA、B、Cと区別された母線を通して送られてくる。このうちCはAおよびBの、BはCのバックアップとなっていて、これによりもしいずれかの一本の母線が切断するようなことがあっても、必ず他のどれかによってバックアップされるようになっている。
公称電圧は、28±4ボルトである。

### 油圧系統
SRBは、2機のそれぞれ独立した油圧系統 (Hydraulic Power Units, HPUs) を搭載している。HPUは補助動力装置、燃料供給部、油圧ポンプ、油槽（オイルタンク）、油圧シリンダーなどによって構成されている。補助動力装置はヒドラジンで起動され、油圧系統に圧力を供給するためのポンプを駆動する。HPUは機体後部のノズルとスカートの間に設置されていて、二つの系統はノズル偏向およびロック用のアクチュエータ上でのみ連結している。作動する時間は発射の28秒前から、SRBが外部燃料タンクから切り離されるまでの間だけである。
電子制御装置は、SRBを外部燃料タンクに接続する後部リング上に設置されている。
HPUの燃料系統は完全に密封されていて、燃料タンクには22ポンド（10.0kg）のヒドラジンが貯蔵されている。タンク内は400psi (2.8MPa) の窒素ガスで加圧されており、燃料はガス圧により補助動力装置に供給される（能動排出）。
補助動力装置はポンプでヒドラジンを加圧し、ガス発生器へと送り込む。ガス発生器内ではヒドラジンは触媒により分解されて高温のガスとなり、二段式のタービンに吹きつけられて熱エネルギーが機械的な回転力に変換される。使用後の温度と圧力が下がったガスは船外に排出する前にガス発生器に戻され、冷却に使用される。一方、タービンは燃料ポンプや潤滑ポンプ、HPUの油圧ポンプなどを駆動する。以上述べたように、燃料ポンプは燃料それ自体によって駆動されるため、自発的にスタートすることはできない。従ってポンプとは別のバイパスの燃料供給ラインを設け、補助動力装置の回転数が増して燃料ポンプの出口の圧力がバイパスラインの圧力を超えるまでは窒素ガスの圧力でガス発生器に燃料を供給し、圧力が超えた時点でバイパスラインが閉じるようになっている。
補助動力装置の回転数が100%に達すると主制御バルブが閉じ、その後は電子制御によって回転数がコントロールされるようになる。もし主制御バルブが故障して開状態で固定されてしまうようなことがあれば、副バルブが作動して補助動力装置の回転数を112%に保つ。
2系統のHPUは、油圧作動機上でのみ連結している。このうち1系統は主動力として作用し、もう一つは予備として使用される。もし主動力の油圧が2,050psi(14.1MPa)以下に下がったときは、バルブが作動して動力源は副系統のほうに切り替わり、その後はバルブへの指令系統は切断される。バルブが閉鎖されると補助動力装置の制御装置に指示が送られ、回転数が100%から112%に上昇する。100%の回転数では、油圧作動機に連結しているうちの1系統のHPUと補助動力装置しか稼働させることができないからである。
補助動力装置の100%の回転数とは72,000rpmで、110%では79,200rpm、112%では80,640rpmである。
また油圧ポンプの回転数は3,600rpmで、3,050±50psi（21.0±0.34MPa）の油圧を提供する。圧力が3,750psi(25.9MPa)に達したときは、システムに過剰な圧力がかからないように解放バルブが作動する。
HPUおよび補助動力装置は、20回の再使用が可能である。

### 推力偏向装置
SRBには2機の油圧式ジンバル制御装置が搭載されていて、エンジンのノズルの傾きを変えることによって飛行を制御する。
シャトルの飛行制御装置の一部である上昇推力ベクトル制御装置 (Ascent Thrust Vector Control, ATVC) は、軌道船の3機のメイン・エンジンとSRBの2機のノズルと直結していて、機体が離陸・上昇する間の姿勢や軌道をコントロールする。航法装置からの指令はATVCドライバーに伝達され、そこから指令の割合に応じた制御信号がメイン・エンジンやSRBの油圧作動機に送られる。飛行制御系統とATVCにはそれぞれ四つの独立したチャンネルがあり、6機のメイン・エンジンのドライバーと4機のSRBのドライバーをコントロールする。また各ドライバーは、それぞれ1機ずつのメイン・エンジンとSRBの油圧作動機を制御する。
SRBの油圧作動機は独立した4本のものから構成されていて、それぞれが二段式のバルブを持ち、ドライバーからの信号によって作動する。各バルブは作動機のパワー・スプール (power spool) を制御し、それによってシリンダーが動かされ、ノズルの向きを変えることによって推力の方向を制御する。
各作動機の4機のバルブは、パワー・スプールの位置を決定するために多数決を行ってから作動力を供給する。4機のバルブには、それぞれ上記の4つのチャンネルから別々に信号が送られてきて、それぞれを照らし合わせて誤った信号が誤作動を引き起こさないようにする。もし誤った信号があらかじめ設定された時間以上送られてきた場合は、センサーが作動して選択バルブが開かれ、不備な油圧を隔離して取り除き、残りのチャンネルとバルブに作動機のラム・スプール (ram spool) を制御する許可を与える。
各チャンネルには、誤った信号を送ってきているチャンネルを特定するための監視装置が設定されている。また隔離バルブが働いて、誤作動しているチャンネルをリセットできるようにもなっている。
各作動シリンダーには、送られてきた信号をATVCに反映させるための変換器が設けられている。また作動シリンダーは緩衝装置（クッション）にもなっていて、着水時の衝撃からノズルを保護する。

### 角速度検出ジャイロ装置
各SRBにはそれぞれ2機の角速度検出ジャイロ装置（レートジャイロ）が搭載されており、各装置はピッチ角用とヨー角用の2個のジャイロを持っている。レートジャイロは座標軸に対する角速度の変化を検出し、軌道船に搭載されているロール角用のジャイロと協力して、機体が上昇を開始してからSRBが分離されるまでの間、軌道船コンピューターの誘導・航法制御装置に信号を送り続ける。SRBが切り離されると、角速度の検出は軌道船に搭載されているレートジャイロが引き継ぐ。
SRBのレートジャイロが検出した信号は、軌道船後部の多重送信機/単送信機を通して軌道船の汎用コンピューター (general-purpose computers, GPC) に送信され、そこで不必要な情報が削除されてSRBのノズルにピッチ角とヨー角を決定する指令が送られる。レートジャイロは20回の再使用ができるように設計されている。

### 支持支柱
各SRBは、4本のボルトで移動式発射台の支持支柱に固定されている。ボルトの両端はナットで締められており、そのうち上端のものはNASA標準雷管 (NASA standard detonators, NSDs) と呼ばれる爆発ボルトを内包していて、ロケットの点火指令が発せられた瞬間に起爆して切断される。
NSDが起爆すると、ボルトは張力の解放（発射台に固定されている時に、すでに張力が加えられている）およびガス圧や重力によって落下し、砂箱で食い止められる。ボルトの全長は28インチ (710mm) で、直径は3.5インチ (89mm) である。飛び散ったナットは、爆風容器で受け止められる。また使用済みの砕けたナットは、ミッション終了後に記念品として飛行士や関係者に配られるのが慣例となっている。重さは1個が7kg以上もあり、ブックスタンドとして利用している飛行士もいる。
なお、もし爆発ボルトが起動しないような事態が発生しても、ロケットエンジンの推力でボルトを引きちぎり安全に発射できるように設計されている。
SRB点火の指令は、軌道船のコンピューターから主制御装置を通して移動式発射台上の支持支柱火工部制御装置に送られ、NASA標準雷管 (NSD) を起爆させる。火工部制御装置は発射の16秒前から電圧が正常であるかを監視されていて、もし低すぎる場合は発射が中止される。

## 機能

### 点火
SRBは、ピンが抜かれ安全装置が解除されなければ絶対に点火しないようになっている。安全ピンは、地上の作業員が発射の準備作業を行う際に手で引き抜く。発射5分前になると、安全装置と点火装置が交代して点火準備状態になる。6.6秒前に軌道船の3機のメイン・エンジン (SSME) に点火され推力が90%に達し、自動発射装置が異常がないことを確認すると、点火の指令が発せられる。
SRB点火の指令は、軌道船のコンピューターから飛行手順管理装置を通して、各SRBのNASA標準雷管 (NSD) の安全装置および点火装置に送られる。すると点火装置の単チャンネルの蓄電器から、雷管に点火の信号が送られるのである。
点火指令には「安全装置解除」「ファイア1」「ファイア2」の三種類があって、軌道船の汎用コンピューター (GPC) から飛行手順管理装置に伝達される。三つの指令は、点火装置を正常に作動させるために同時に発生されなければならない。飛行手順管理装置はその指令を直流の28ボルトの信号に変換し、点火装置に送る。点火装置はその信号を受け取ると、蓄電器に直流で40ボルト（最小は20ボルト）まで充電を開始する。
発射時の飛行手順は、軌道船の汎用コンピューターによってすべて管理されている。もしメイン・エンジン (SSME) の推力が規定値に達しなかった場合は、緊急バルブが閉じて飛行は中止される。SSME点火の指令は発射6.6秒前（Tマイナス6.6）に、3番（右側）エンジン、2番（左側）エンジン、1番（中央）エンジンの順にGPCから発せられ、約0.25秒以内にすべてのエンジンが点火される。もしこの後3秒以内に推力が90%に達しなかった場合は、安全装置が作動してSSMEは緊急停止される。
逆に推力が正常に90%に到達すると、その推力によって機体は外部燃料タンク (ET) の方向に向かって傾きはじめ、Tマイナス3（発射3秒前）でその大きさは650mm（ET頂上部で計測して）に達する。その時点でSSMEは発射態勢に入り、GPCからファイア1の指令が送られ、SRBの安全装置が解除される。

SRBの推力の推移（海面レベル）

続いてファイア2の指令が発せられると、機体を発射台に固定していた支持支柱がNASA標準雷管で切断され、トンネル状の薄い保護シールドの中でボルトが吹き飛ぶ。同時にSRB上部の、穴の開いたプレートの上に保持された点火装置の中にある信管に信号が送られる。点火装置はそれ自体が小型の固体燃料ロケットであり、点火されると火炎が内部の空洞を突き抜け、燃焼室内壁の全面に炎が引火し、ほぼ一瞬（約0.2秒）で最大推力に到達する。
Tマイナス0でSRBに点火するのと同時に、コンピューターの指令で支持支柱および軌道船に電力や燃料を供給していたケーブルが切り離され、機体に搭載されたタイマーがスタートしSSMEの推力が100%に到達して、地上の誘導制御装置が動作を停止する。

### 分離
シャトルが高度43.8kmに到達し、SRBの燃焼室内に3個設置されているセンサーが圧力が50psi (340kPa) 以下になったことを感知すると、分離が開始される。もしセンサーが作動しなくても、発射から一定時間が経過すれば自動的に分離は行われるようになっている。
各SRBの推力が10万ポンド（45.6トン、440kN）に下がったことが確認されると、分離開始の司令が発せられる。まず司令発生から0.8秒後にメイン・エンジンの油圧機が作動して推力方向が中立の位置になり、発射の第二段階に入る。軌道船の迎角がその位置で4秒間保たれる間に、SRBの推力は6万ポンド（27.36トン、270kN）にまで下がっている。
分離の司令は、30ミリ秒以内に発せられる。
SRBと外部燃料タンク (ET) の前方部の接続部分は、ボール型（SRB側）とソケット型（ET側）になっていて、1本のボルトで結合されている。ボルトの両端には、NASA標準雷管 (NSD) が装備されている。またSRB用とET用の自爆装置が設置されていて、それぞれが電線で接続されている。
後部接続部分は、上部・対角部・下部の3本の分離支柱によって構成されており、それぞれの支柱も両端にNSDを装備している。上部支柱の内部には、SRBとET、軌道船を結ぶケーブルが通っている。
SRBの上端と下端には、機体をETから引き離すための分離用小型ロケットモーターが内蔵されている。分離モーター点火の司令は軌道船から発せられ、余ったNSDに点火し配管を切断して、機体をETから速やかに分離させる。

### 自爆装置
SRBには、周辺安全確保のための自爆装置 (Range Safety System, RSS) が搭載されている。これは機体が制御不能におちいった際、発射場の周辺地域を破片や爆風、有害物質などの危険から遠ざけるため、遠隔操作により爆薬に点火し、ロケット本体やその一部を爆破するものである。現在までのところ、RSSが実際に使用された例は1986年のチャレンジャー号の爆発事故だけである（この時は、事故が発生してから37秒後にRSSに点火されSRB本体が爆破された）。 
シャトルは二種類のRSSを搭載していて、一つはETに、もう一つは2機のSRBにそれぞれ設置されている。どちらも地上基地から発せられる、「安全装置解除」および「点火」の二種の司令を受け取ることができるようになっている。RSSは、シャトルの軌道がそれて危険領域に入った時にのみ作動する。
RSSは、2機のアンテナ、司令の受信機および復号機、2機の分配器、NSDを2個搭載した安全装置、2個の雷管、直線状に配列された火薬などで構成されている。
アンテナは地上からの爆破の司令を受信すると、それを電流に変換する。司令受信機の周波数はRSSの司令機に合わされていて、もし爆破の指示が送られてきたら、分配機に入力の信号を発する。複合機は、ノイズによってRSSが誤作動したり、逆に作動の信号が雑電波によって妨げられたりしないようにコード・プラグ(code plug)を使用している。分配機は、起爆装置に正常な信号を送る役目を担っている。
信号を受け取るとNSDが火花を発して雷管を破裂させ、それによって直線状に配列された火薬が爆発してシャトル本体を破壊する。安全装置は発射からSRBが切り離されるまでの間、NSDおよび雷管とは電気的に絶縁された状態になっている。
何らかの異常が発生して機体爆破の指示が出される場合は、まず地上管制官および機長席と操縦士席のモニター上に「爆破」の表示が点灯する。その次に出されるのは、爆破の信号そのものである（この間、乗組員に機外に脱出する手段は残されていない）。
2機のSRB自爆装置の配線は交錯していて、もし一方が爆破の司令を受信したら、必ずもう一方も作動するようになっている。
RSSの電源は、自爆システムAから供給されている。また機体回収装置の電源は回収用に使われるのと同時に、自爆システムBにも使用される。SRBが外部燃料タンクから切り離されるのと同時にRSSは電源が落とされ、替わって回収装置の電源が作動する。

### 降下および回収

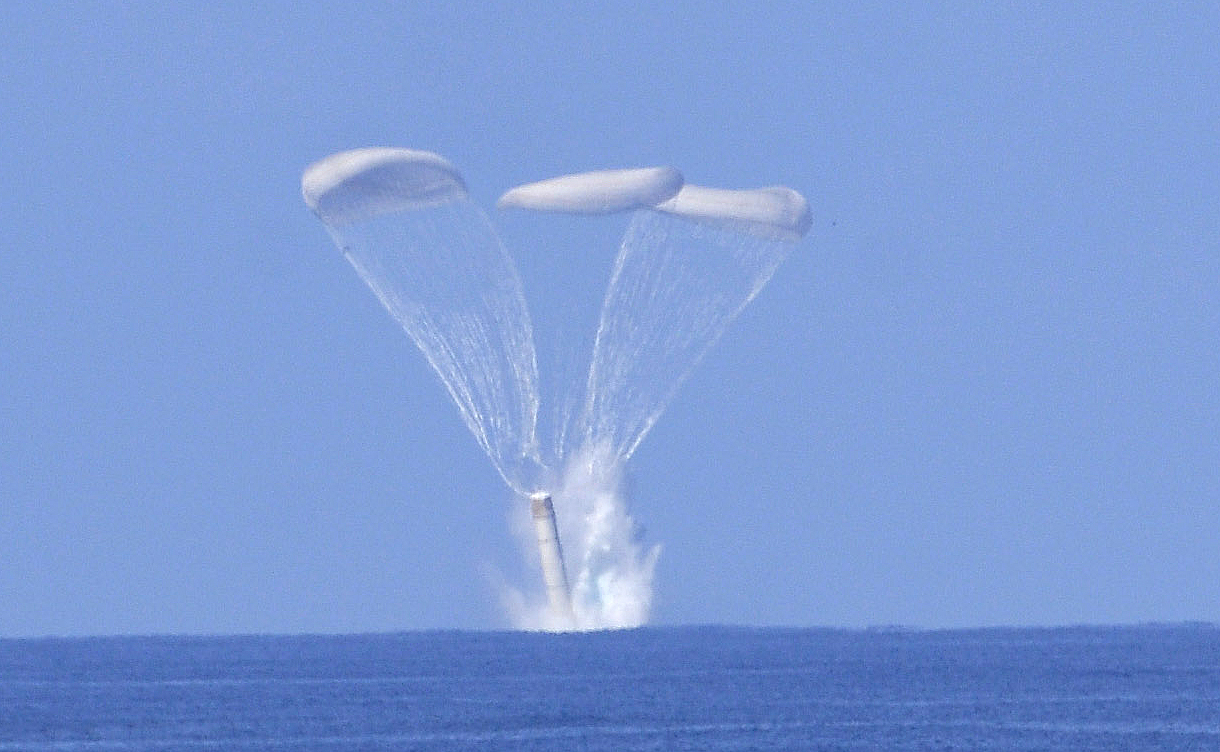
着水の瞬間 (STS-124)

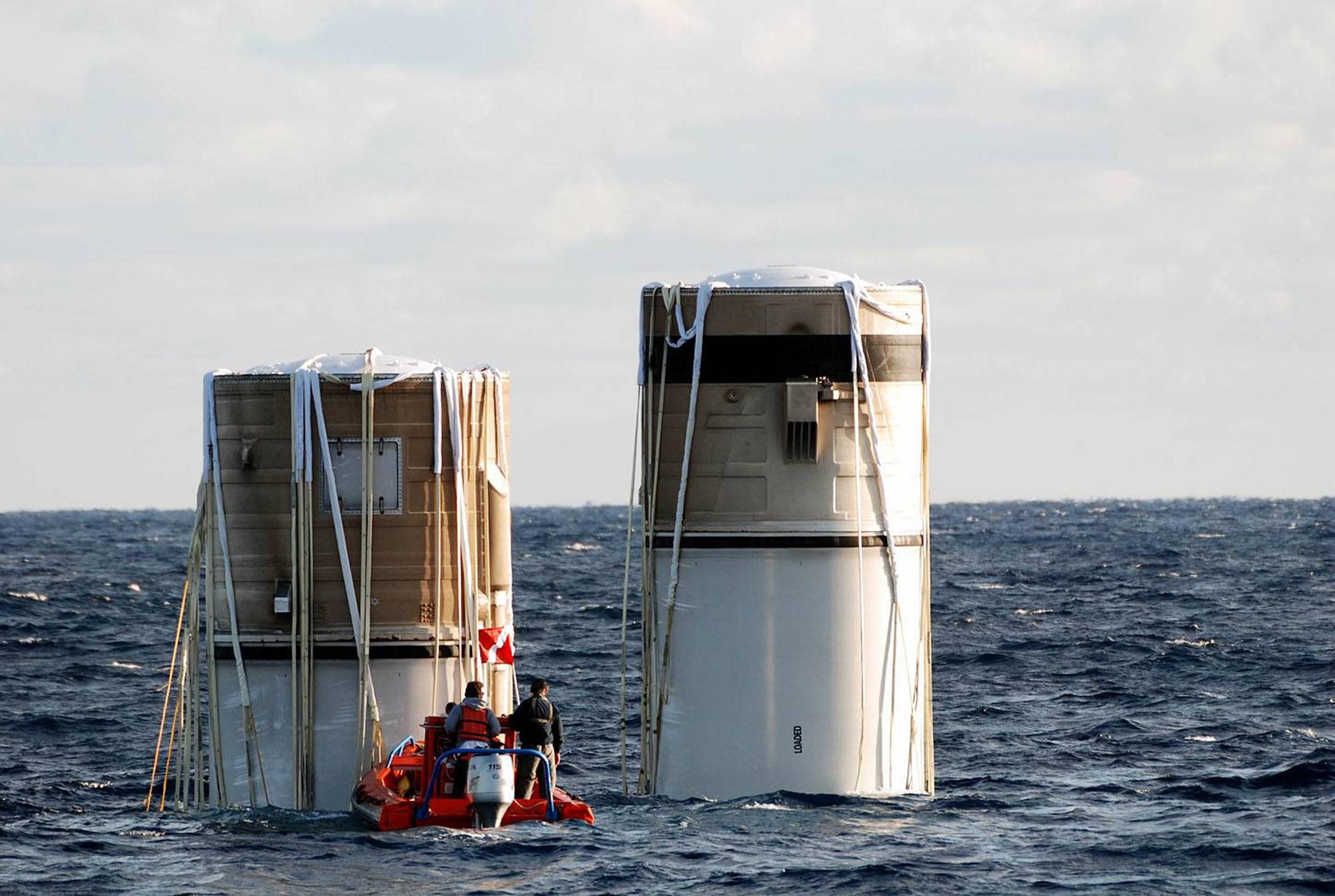
STS-116（ディスカバリー号）で使用された後本体から切り離され、ケネディ宇宙センターからおよそ240km離れた大西洋上に浮かぶSRB

発射から2分後、高度43.8kmでSRBは外部燃料タンクから切り離されるが、慣性によってしばらくは砲弾のように上昇を続け、最高高度66kmの中間圏に達してから落下を始める。切り離しと同時に自動回収装置が作動し、予定された高度まで降下すると、まず先端部のキャップが吹き飛ばされてブレーキ用の小型パラシュートが展開する。次にその下の円錐形のカバーが切り離されてメイン・パラシュートが展開し、着水した瞬間に切り離される。
遠地点で高度23万ft(70km)、速度2,450 mph(1095m/s)にまで達するが、以後高迎角で再突入、空気抵抗を利用し音速以下へ減速させる。
手順を詳しく解説すると、まず外部燃料タンクから切り離されてから218秒後、機体が高度4,787mにまで降下した時点、速度165m/sで、先端部のキャップが吹き飛ばされ直径3.5mの案内用パラシュート（パイロット・シュート）が展開する。パイロット・シュートは減速用パラシュート（ドローグ・シュート）をつなぎ止めていた束帯をカッターを引いて切断すると同時に、それを格納庫から引き出す役目を持っている。ドローグ・シュートは直径が16m、重量が540kgで、最大で143トンの負荷に耐えられるように設計されている。機体を安定させるためいきなり全開にはせず、作動から7秒後と12秒後の二段階に分けて展開される。
分離から243秒後、高度1,700mで前部の円錐形カバーが切り離される。カバーはそのままドローグ・シュートによって機体から引き離されるが、内側には展開バッグのコードがつながっており、それによって三機のメイン・パラシュートが格納庫から引っ張り出される。衝撃を和らげるため、主パラシュートもドローグ・シュートと同様二段階に分けて展開するようになっており、まずロープが最大長の62mまで引き伸ばされると第一展開をする。つづいて一定高度まで下がると結束していたロープが切り離され、最大限に展開する。主パラシュートは直径が41m、1機の重量が990kgで、88トンの負荷に耐えられるように設計されており、SRBを十分な速度にまで減速させる。このパラシュートは、直径や重量においても史上最大のものである。後部スカートは円錐カバーの分離から20秒後に切り離され、海中に落下して沈む。
着水は分離から279秒後、速度は秒速23m（時速82.8km）で、落下点は発射場から約240km離れた大西洋上である。ノズル部分から着水して内部の空気が浮袋の役目をするため、機体は海面から30フィート（9.1m）ほど頭を出した姿勢で安定する。

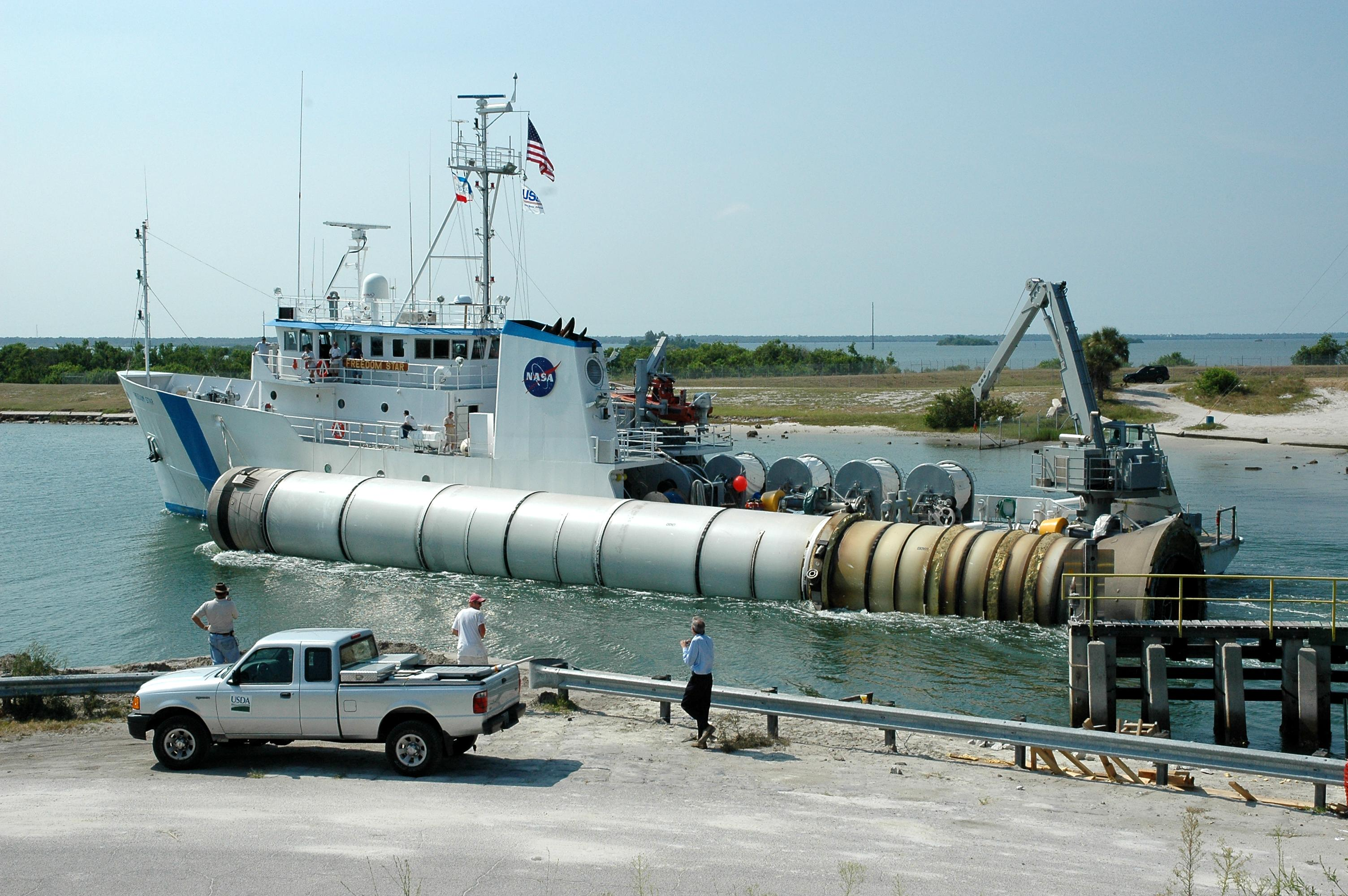
STS-114で使用された後、回収されケネディ宇宙センターに搬送されるSRB

以前は、パラシュートにかかる余分な負荷が本体に設置されている浮力装置などを展開させてしまうおそれがあったため、着水の瞬間にメイン・パラシュートは切り離されていたが、現在では行われていない。その代わり、回収作業を簡略化しSRB本体に与えるダメージを軽減させるため、塩水排出装置が導入されている。パイロット・シュート、ドローグ・シュート、メイン・シュートは、それぞれ補修を受け再使用される。
着水後、MVフリーダム・スターとリバティ・スターという特別な改造を受けた2隻の船が現場に向かう。機体が発見されるとダイバーが海に飛び込んで排水作業を開始し、内部の水が抜かれるにつれSRBは垂直に立った姿勢から、次第に曳航するのに都合のよい水平な姿勢へと傾いていく。回収艇はその後、SRB本体やその他の部品をケネディ宇宙センターまで運ぶ。

## チャレンジャー号爆発事故

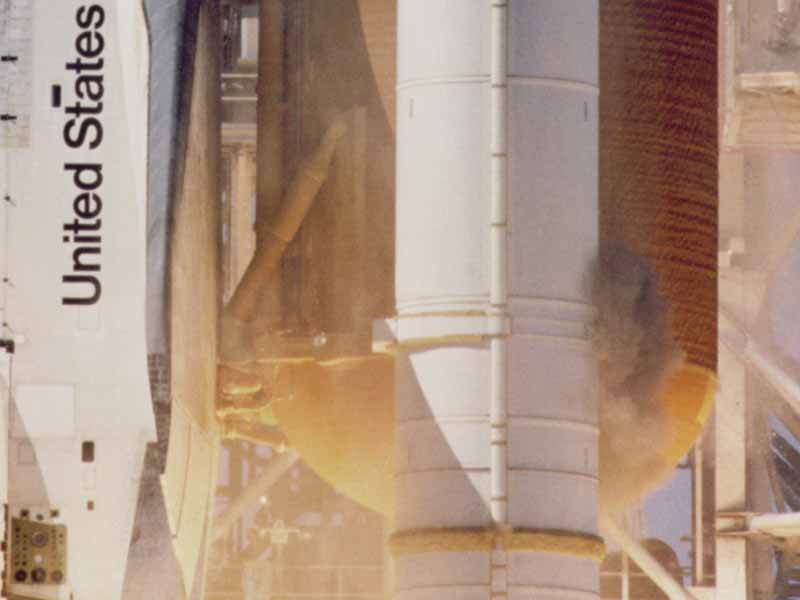
チャレンジャー号爆発事故(STS-51-L)で、発射直後に機体から燃焼ガス（右側に見える黒煙）が漏れ出す瞬間をとらえた映像

1986年1月28日、チャレンジャー号の爆発事故が発生し、7名の飛行士が犠牲になった。事故の原因は、SRBの構造的な欠陥によるものであった。調査にあたったロジャース委員会の報告書は、本体の外殻の接続部分の（外殻の直径、つまり3.7mほどのラバー製の）Oリングが低温により劣化し、そこから燃焼ガスが漏れ出したことが直接の原因であると指摘した。
同年1月、フロリダは異常寒波に襲われ、発射台周辺の気温は氷点下にまで下がった。調査により、Oリングは摂氏2.2℃以下になると安全性がきわめて低下することが判明した。点火直後、右側SRB最下部ジョイントの(低温で)硬化したOリングから燃焼ガスが漏れ出した。複数のカメラが、この時の黒煙をとらえている。穴は2.6秒後に燃料のアルミニウムのすすによってふさがれたためしばらくは正常に上昇を続けたが、発射から58.8秒後、高度約1万メートルで機体はジェット気流の層とぶつかった。強烈な横風を受け本体がゆがんだことによりアルミのすすが吹き出され、燃焼ガスが再び接合部から漏出し始め、SRBと外部燃料タンク (ET) の接続部を直撃した。発射から73秒後、その接続部が焼き切れ、SRB先端部が外部燃料タンクと激突した。機体全体を支える骨組であるETが破壊されたことにより、超音速で飛行していた軌道船は正規の状態から逸脱した姿勢で強烈な空気抵抗を受け、一瞬で空中分解した。
またその後に行われた分析は、当初は回収された部品のどの部分を改良すればよいかということを解明するために行われたものであったが、それによってSRBが抱える構造的な問題点が次々と明るみに出た。
その中の一つが、SRBを外部燃料タンクに結合させるための接続リングであった。リングをSRBの外殻に取りつけている留め金の一つに、亀裂が入っていることが判明したのである。これは海上に着水した時の衝撃が原因でできたものであった。そのため、これまではリングは外殻を「C型（ちょうど270°）」に囲んでいたものを、「O型（360°）」に囲むように改良して強度を高めた。
また、後部スカートについても特別な強度試験が行われた。この試験中、後部スカートと支持柱が溶融して危険な状態になるという異変が発生した。そのため、スカートのリングと型枠も設計を見直し、追加の補強がなされた。
これらの二つの修正により、SRBは重量が200kgほど増加した。この改良がなされた以降のモデルは、「改良型固体燃料補助ロケット (Redesigned Solid Rocket Motor, RSRM)」と呼ばれている。

## 製造
SRB製造の主契約企業は、ユタ州ブリガム・シティ (Brigham City) を本拠にする、ATKランチ・システムズ・グループのワサッチ部 (Wasatch Division) である。
SRBおよび固体燃料ロケット以外に関する機器の組立・点検・改良は、ユナイテッド・ローンチ・アライアンス社の固体燃料ロケット開発部門が担当している。
その他、SRB製造には以下のような多くの企業が関わっている。
- パーカー・エイベックス・コーポレーション (Parker-Abex Corp.)：油圧ポンプ担当。ミシガン州カラマズー
- エアロジェット社：ヒドラジンガス発生器担当。ワシントン州レドモンド
- アルデ社 (Arde Inc.)：ヒドラジン燃料供給機担当。ニュージャージー州マーワー
- アークウィン工業株式会社 (Arkwin Industries Inc.)：ヒドラジンタンク担当。ニューヨーク州ウェストベリー
- アイディン・ベクトル・ディヴィジョン (Aydin Vector Division)：統合電子機器担当。ペンシルベニア州ニュータウン
- ベンディックス社 (Bendix Corp.)：統合電子機器担当。ニュージャージー州 テターボロ
- コンソリデイティッド・コントロールス社 (Consolidated Controls Corp.)：ヒドラジン担当。カリフォルニア州エル・セグンド
- エルデック社 (Eldec Corp.)：統合電子機器担当。ワシントン州リンウッド
- エクスプローシブ・テクノロジー (Explosive Technology)：雷管担当。カリフォルニア州フェア・フィールド
- ガコ・ウェスタン (Gaco Western)：塗料担当。ワシントン州シアトル
- ロッキード・マーティン社（前マーティン・マリエッタ社）：点火制御装置担当。コロラド州 デンバー
- ムーグ社 (Moog Inc.)：油圧作動機・燃料供給停止バルブ担当。ニューヨーク州イースト・オーロラ
- モトローラ社 (Motorola)：自爆装置受信機担当。アリゾナ州 スコッツデール
- パイオニア・パラシュート社 (Pioneer Parachute Co.)：パラシュート担当。コネチカット州マンチェスター
- スペーリー・ランド・フライトシステム社 (Sperry Rand Flight Systems)：複合機担当。アリゾナ州フェニックス
- テレダイン社 (Teledyne)：電波発信器および中継器担当。テネシー州ルイスバーグ
- ATK発射システム社 (ATK Launch Systems Corp.)：分離用ロケット担当。ユタ州ブリガム・シティ
- ハミルトン・サンドストランド社 (Hamilton Sundstrand)：補助動力機器担当。イリノイ州 ロックフォード
- VACCO工業 (VACCO Industries)：安全装置担当。カリフォルニア州エル・モンテ
- Voss工業 (Voss Industries)：SRB支持バンド担当。オハイオ州 クリーブランド

## 発展型SRB
チャレンジャー号の事故以後、NASAはSRB製造用の工場を、ミシシッピー州イエロー・クリークに建設が計画されその後中止となったテネシー川流域開発公社の原子力発電所の予定地に新たに建設し、発展型固体燃料補助ロケット (Advanced Solid Rocket Booster, ASRB) を外部発注ではなくNASA自身で製造することを計画していた。ASRBは国際宇宙ステーションにより多くの区画や建設資材を搬送できるよう、推力を増強させる予定であった。しかしながら計画予算が19億ドルから38億ドルにまで膨れあがったため1993年に中止が決定され、その後は初期の飛行の時から使用されてきた軽量外部燃料タンクに替わって「超軽量外部燃料タンク(Super Light-weight Tank, SLWT)」が使用されるようになり、現在まで継続している。
試験的に2機製造されたASRBの外殻は、アラバマ州ハンツヴィルにある合衆国宇宙ロケットセンター (U.S. Space & Rocket Center) のスペース・シャトルパスファインダー号に取り付けて展示されているものを見ることができる。

## フィラメント補強型外殻
シャトルはカリフォルニア州ヴァンデンバーグ空軍基地のSLC-6発射台を使って、極軌道に乗ることができる。その際は、ケネディ宇宙センターから発射するときに使用する鋼鉄製の外殻に替わり、より軽量化されたフィラメント補強型の外殻が使用される。チャ号事故を招いた接合部分に隙間のある通常型のSRBと違い、フィラメント補強型は接合部が二重の入れ子になっている（これは発射台上でメイン・エンジンが点火され機体が大きく揺れる際に、ブースターを適切に直線状に保つために必要なものである）かわりに、Oリングは2本だけになっている（チャ号事故以降は3本になった）。SLC-6が廃止されたことにともない、フィラメント補強型ブースターはATK社とNASAによって破壊されたが、そこで使用された接続部分に関する技術は、3本型Oリングや接続部のヒーターなどに応用され、現在も使用されている。

## 5セグメント型ブースター
2003年のコロンビア号空中分解事故が発生するより以前、NASAはSRBを従来型の4セグ型から5セグ型のものに増強するか、あるいはアトラスVやデルタIVで培われた技術を流用した液体燃料ロケットに改めることを検討していた。5セグ型SRBは、現行のものにわずかな改良を施すだけで国際宇宙ステーションに今よりさらに9.1トンも多くの物資を搬送することができ、また機体に異常が生じた際の「発射基地帰還中止」や「大西洋横断中止」などの危険をなくし、さらに「ドッグ・レッグ（犬の足のように曲がった）操作」と呼ばれる上昇途中での軌道を曲げる操作をすることにより、ケネディ宇宙センターからシャトルを極軌道に乗せることができるようになる。しかしながらコロンビア号事故により5セグ型SRB計画も棚上げとなり、残されたディスカバリー、アトランティス、エンデバーの3機の軌道船も、2010年の国際宇宙ステーションの完成とともに退役することとなった。
2009年9月10日、ユタ州の砂漠にあるATK社の試験場で、アレスI ロケットの一段目に使用される5セグ型SRBの燃焼試験が行われたが、オバマ大統領がコンステレーション計画の中止を表明したことにより、アレスの開発も無期延期となった。
後述のスペース・ローンチ・システムの初期の形態（ブロックI）では改修型が装備されることが決定されている。

## SRBの将来および提案されている使用法

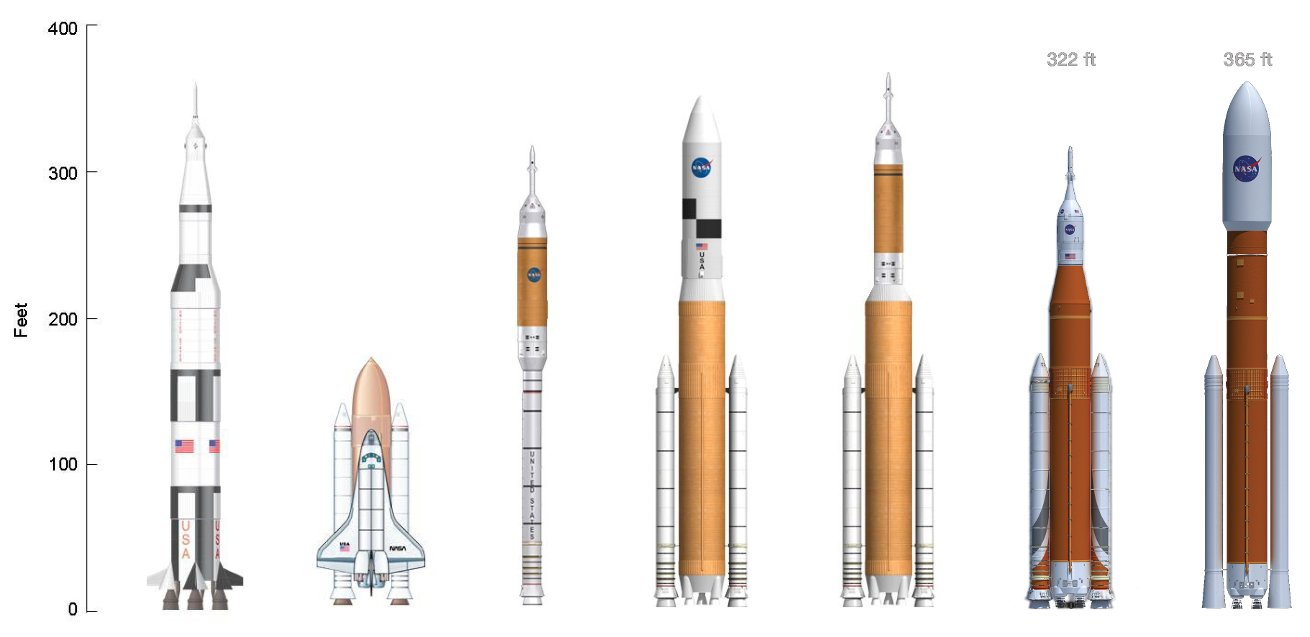
サターンV、スペースシャトル、アレスI、アレスV、アレスIV、SLSブロックI、SLSブロックIIの比較

NASAはSRBの設計や基本構造を、アレス・ロケットに応用する計画であった。2005年には、オリオン宇宙船を地球周回低軌道に乗せ、さらには月に向かわせるためのシャトル派生型運搬ロケットを発表した。アレスIと呼ばれるSRB派生型の有人ロケットは、第一段にはシャトルと同じ4セグメント型のSRBを使用し、第二段にはシャトルのメイン・エンジンを改良したものを一機搭載して、オリオン宇宙船を軌道に乗せる予定であった。
2006年の修正案では第一段に5セグメント型のSRBを導入することは却下されたものの、第二段にはアポロ計画のサターン5型ロケットやサターンIB 型ロケットで使用されたJ-2ロケットエンジンを改良した J-2Xが搭載されることになった。また先端部分はSRBのような円錐形のキャップではなく第二段ロケットとの接続リングになり、そこに レギュラス・ミサイルのものを改良した高度計や、機体を大西洋上で回収するためのより大きくて重いパラシュートが収納されることになっていた。
また2005年に発表された案の中には、アレスVと呼ばれる重量級の運搬ロケットも含まれていた。初期のデザインでは、アレスVは第一段にシャトルで使用されていたSSMEと同じものを5機と、5セグメントに増強したSRBを2機搭載することになっていたが、その後の変更でメイン・エンジンにはデルタIVで使用されていたRS-68ロケットを流用することになった。NASAとしては、最初は5セグメントSRBと5機のRS-68を使用するが（これにより、アレスVの直径は若干大きくなった）、将来的には6機のRS-68B（性能は現行のSSMEと変わらないが、コストは半分になる）と、推力をさらに増強した5.5セグメントSRBを使用する予定であった。
改良案によれば、アレスVはサターン5型ロケットやロシアのN-1、あるいはエネルギアなど、これまでに作られたいかなる巨大ロケットよりも大型で強力なものになり、アルタイル宇宙船や地球軌道離脱ロケットを低軌道に乗せることができるはずであった。アレスI の5セグメントSRBと違い、アレスVの5.5セグメントSRBは追加された0.5セグメント以外は設計や構造など現行のSRBと同じものである。回収や再使用の方法については最終的な判断はなされていなかったが、シャトルで用いられているのと同様のものが使用され、発射から着水までの軌道は現在と変わらないものになるであろうと予想された。
シャトル技術を応用した最新の「DIRECT案」では、上記のアレスI やアレスVとは違い、現行のシャトルに使用されているものと同じSSMEと4セグメントSRBを使用することになっていたが、これらはすべてオバマ大統領がコンステレーション計画を中止したことにともない、白紙状態となった。
2011年に発表された新たなシャトル後継ロケットのスペース・ローンチ・システム (SLS) では、初期バージョンであるブロックIにおいて5セグメントSRBが使用されることが計画されている。